# Calle de Mallorca (Barcelona)
La calle de Mallorca (catalán: Carrer de Mallorca) es una calle del Ensanche de Barcelona. Recibe su nombre por la isla de Mallorca, una de las Islas Baleares. Aparece como la calle letra J en el Plan Cerdá. Su denominación actual ya aparece en la propuesta de rotulación de las calles del Ensanche que hizo el escritor, periodista y político barcelonés Víctor Balaguer. El nombre propuesto por Balaguer fue aprobado el 1 de enero de 1900. Limita al norte con la calle de Provenza y al sur con la calle de Valencia. En la calle se encuentra el Colegio de Abogados de Barcelona.

## Edificios notables
- Casa Thomas, edificio modernista realizado por Lluis Domenech i Montaner, situado en el 293 de la calle[2]